# Aubencheul-aux-Bois
Aubencheul-aux-Bois település Franciaországban, Aisne megyében. Lakosainak száma 243 fő (2022. január 1.). Aubencheul-aux-Bois Gouy, Vendhuile, Crèvecœur-sur-l’Escaut, Honnecourt-sur-Escaut, Les Rues-des-Vignes és Villers-Outréaux községekkel határos.

## Népesség
A település népességének változása:
| Lakosok száma | 332  | 300  | 275  | 301  | 296  | 285  | 269  | 257  | 254  | 243  |
|               | 1968 | 1982 | 1990 | 2006 | 2013 | 2015 | 2017 | 2019 | 2020 | 2022 |